# Эллерман, Арнольдо
Арнольдо Эллерман (исп. Arnoldo Ellerman; 12 января 1893, Буэнос-Айрес — 21 ноября 1969, там же) — аргентинский шахматный композитор, международный мастер (1959), международный арбитр (1956) по шахматной композиции. Автор ряда книг, посвящённых шахматам и шахматной композиции.
С 1910 составил около 5 тысяч задач, преимущественно двухходовок. На конкурсах удостоен свыше 600 отличий, в том числе 120 первых и около 100 вторых призов. Наряду с К. Мэнсфилдом, А. Мари, М. Барулиным способствовал в 1920—1930-х годах возрождению стратегической двухходовки. Наиболее ценный вклад внёс в разработку темы прямого развязывания; отсюда название «эллермановское развязывание». Активно сотрудничал с известным американским обществом проблемистов «Гуд компаньон».

## Задачи
|   | a | b | c | d | e | f | g | h |   |
| - | --- | --- | --- | --- | --- | --- | --- | --- | - |
| 8 | a8 белый слон · b8 белый король · b7 белый конь · c7 белая пешка · a5 белая ладья · f5 белая пешка · a4 чёрная ладья · e4 чёрный король · d3 белая ладья · e3 чёрная пешка · g3 белая пешка · b2 чёрный ферзь · f1 белый ферзь · g1 чёрный слон · h1 чёрный слон | a8 белый слон · b8 белый король · b7 белый конь · c7 белая пешка · a5 белая ладья · f5 белая пешка · a4 чёрная ладья · e4 чёрный король · d3 белая ладья · e3 чёрная пешка · g3 белая пешка · b2 чёрный ферзь · f1 белый ферзь · g1 чёрный слон · h1 чёрный слон | a8 белый слон · b8 белый король · b7 белый конь · c7 белая пешка · a5 белая ладья · f5 белая пешка · a4 чёрная ладья · e4 чёрный король · d3 белая ладья · e3 чёрная пешка · g3 белая пешка · b2 чёрный ферзь · f1 белый ферзь · g1 чёрный слон · h1 чёрный слон | a8 белый слон · b8 белый король · b7 белый конь · c7 белая пешка · a5 белая ладья · f5 белая пешка · a4 чёрная ладья · e4 чёрный король · d3 белая ладья · e3 чёрная пешка · g3 белая пешка · b2 чёрный ферзь · f1 белый ферзь · g1 чёрный слон · h1 чёрный слон | a8 белый слон · b8 белый король · b7 белый конь · c7 белая пешка · a5 белая ладья · f5 белая пешка · a4 чёрная ладья · e4 чёрный король · d3 белая ладья · e3 чёрная пешка · g3 белая пешка · b2 чёрный ферзь · f1 белый ферзь · g1 чёрный слон · h1 чёрный слон | a8 белый слон · b8 белый король · b7 белый конь · c7 белая пешка · a5 белая ладья · f5 белая пешка · a4 чёрная ладья · e4 чёрный король · d3 белая ладья · e3 чёрная пешка · g3 белая пешка · b2 чёрный ферзь · f1 белый ферзь · g1 чёрный слон · h1 чёрный слон | a8 белый слон · b8 белый король · b7 белый конь · c7 белая пешка · a5 белая ладья · f5 белая пешка · a4 чёрная ладья · e4 чёрный король · d3 белая ладья · e3 чёрная пешка · g3 белая пешка · b2 чёрный ферзь · f1 белый ферзь · g1 чёрный слон · h1 чёрный слон | a8 белый слон · b8 белый король · b7 белый конь · c7 белая пешка · a5 белая ладья · f5 белая пешка · a4 чёрная ладья · e4 чёрный король · d3 белая ладья · e3 чёрная пешка · g3 белая пешка · b2 чёрный ферзь · f1 белый ферзь · g1 чёрный слон · h1 чёрный слон | 8 |
| 7 | a8 белый слон · b8 белый король · b7 белый конь · c7 белая пешка · a5 белая ладья · f5 белая пешка · a4 чёрная ладья · e4 чёрный король · d3 белая ладья · e3 чёрная пешка · g3 белая пешка · b2 чёрный ферзь · f1 белый ферзь · g1 чёрный слон · h1 чёрный слон | a8 белый слон · b8 белый король · b7 белый конь · c7 белая пешка · a5 белая ладья · f5 белая пешка · a4 чёрная ладья · e4 чёрный король · d3 белая ладья · e3 чёрная пешка · g3 белая пешка · b2 чёрный ферзь · f1 белый ферзь · g1 чёрный слон · h1 чёрный слон | a8 белый слон · b8 белый король · b7 белый конь · c7 белая пешка · a5 белая ладья · f5 белая пешка · a4 чёрная ладья · e4 чёрный король · d3 белая ладья · e3 чёрная пешка · g3 белая пешка · b2 чёрный ферзь · f1 белый ферзь · g1 чёрный слон · h1 чёрный слон | a8 белый слон · b8 белый король · b7 белый конь · c7 белая пешка · a5 белая ладья · f5 белая пешка · a4 чёрная ладья · e4 чёрный король · d3 белая ладья · e3 чёрная пешка · g3 белая пешка · b2 чёрный ферзь · f1 белый ферзь · g1 чёрный слон · h1 чёрный слон | a8 белый слон · b8 белый король · b7 белый конь · c7 белая пешка · a5 белая ладья · f5 белая пешка · a4 чёрная ладья · e4 чёрный король · d3 белая ладья · e3 чёрная пешка · g3 белая пешка · b2 чёрный ферзь · f1 белый ферзь · g1 чёрный слон · h1 чёрный слон | a8 белый слон · b8 белый король · b7 белый конь · c7 белая пешка · a5 белая ладья · f5 белая пешка · a4 чёрная ладья · e4 чёрный король · d3 белая ладья · e3 чёрная пешка · g3 белая пешка · b2 чёрный ферзь · f1 белый ферзь · g1 чёрный слон · h1 чёрный слон | a8 белый слон · b8 белый король · b7 белый конь · c7 белая пешка · a5 белая ладья · f5 белая пешка · a4 чёрная ладья · e4 чёрный король · d3 белая ладья · e3 чёрная пешка · g3 белая пешка · b2 чёрный ферзь · f1 белый ферзь · g1 чёрный слон · h1 чёрный слон | a8 белый слон · b8 белый король · b7 белый конь · c7 белая пешка · a5 белая ладья · f5 белая пешка · a4 чёрная ладья · e4 чёрный король · d3 белая ладья · e3 чёрная пешка · g3 белая пешка · b2 чёрный ферзь · f1 белый ферзь · g1 чёрный слон · h1 чёрный слон | 7 |
| 6 | a8 белый слон · b8 белый король · b7 белый конь · c7 белая пешка · a5 белая ладья · f5 белая пешка · a4 чёрная ладья · e4 чёрный король · d3 белая ладья · e3 чёрная пешка · g3 белая пешка · b2 чёрный ферзь · f1 белый ферзь · g1 чёрный слон · h1 чёрный слон | a8 белый слон · b8 белый король · b7 белый конь · c7 белая пешка · a5 белая ладья · f5 белая пешка · a4 чёрная ладья · e4 чёрный король · d3 белая ладья · e3 чёрная пешка · g3 белая пешка · b2 чёрный ферзь · f1 белый ферзь · g1 чёрный слон · h1 чёрный слон | a8 белый слон · b8 белый король · b7 белый конь · c7 белая пешка · a5 белая ладья · f5 белая пешка · a4 чёрная ладья · e4 чёрный король · d3 белая ладья · e3 чёрная пешка · g3 белая пешка · b2 чёрный ферзь · f1 белый ферзь · g1 чёрный слон · h1 чёрный слон | a8 белый слон · b8 белый король · b7 белый конь · c7 белая пешка · a5 белая ладья · f5 белая пешка · a4 чёрная ладья · e4 чёрный король · d3 белая ладья · e3 чёрная пешка · g3 белая пешка · b2 чёрный ферзь · f1 белый ферзь · g1 чёрный слон · h1 чёрный слон | a8 белый слон · b8 белый король · b7 белый конь · c7 белая пешка · a5 белая ладья · f5 белая пешка · a4 чёрная ладья · e4 чёрный король · d3 белая ладья · e3 чёрная пешка · g3 белая пешка · b2 чёрный ферзь · f1 белый ферзь · g1 чёрный слон · h1 чёрный слон | a8 белый слон · b8 белый король · b7 белый конь · c7 белая пешка · a5 белая ладья · f5 белая пешка · a4 чёрная ладья · e4 чёрный король · d3 белая ладья · e3 чёрная пешка · g3 белая пешка · b2 чёрный ферзь · f1 белый ферзь · g1 чёрный слон · h1 чёрный слон | a8 белый слон · b8 белый король · b7 белый конь · c7 белая пешка · a5 белая ладья · f5 белая пешка · a4 чёрная ладья · e4 чёрный король · d3 белая ладья · e3 чёрная пешка · g3 белая пешка · b2 чёрный ферзь · f1 белый ферзь · g1 чёрный слон · h1 чёрный слон | a8 белый слон · b8 белый король · b7 белый конь · c7 белая пешка · a5 белая ладья · f5 белая пешка · a4 чёрная ладья · e4 чёрный король · d3 белая ладья · e3 чёрная пешка · g3 белая пешка · b2 чёрный ферзь · f1 белый ферзь · g1 чёрный слон · h1 чёрный слон | 6 |
| 5 | a8 белый слон · b8 белый король · b7 белый конь · c7 белая пешка · a5 белая ладья · f5 белая пешка · a4 чёрная ладья · e4 чёрный король · d3 белая ладья · e3 чёрная пешка · g3 белая пешка · b2 чёрный ферзь · f1 белый ферзь · g1 чёрный слон · h1 чёрный слон | a8 белый слон · b8 белый король · b7 белый конь · c7 белая пешка · a5 белая ладья · f5 белая пешка · a4 чёрная ладья · e4 чёрный король · d3 белая ладья · e3 чёрная пешка · g3 белая пешка · b2 чёрный ферзь · f1 белый ферзь · g1 чёрный слон · h1 чёрный слон | a8 белый слон · b8 белый король · b7 белый конь · c7 белая пешка · a5 белая ладья · f5 белая пешка · a4 чёрная ладья · e4 чёрный король · d3 белая ладья · e3 чёрная пешка · g3 белая пешка · b2 чёрный ферзь · f1 белый ферзь · g1 чёрный слон · h1 чёрный слон | a8 белый слон · b8 белый король · b7 белый конь · c7 белая пешка · a5 белая ладья · f5 белая пешка · a4 чёрная ладья · e4 чёрный король · d3 белая ладья · e3 чёрная пешка · g3 белая пешка · b2 чёрный ферзь · f1 белый ферзь · g1 чёрный слон · h1 чёрный слон | a8 белый слон · b8 белый король · b7 белый конь · c7 белая пешка · a5 белая ладья · f5 белая пешка · a4 чёрная ладья · e4 чёрный король · d3 белая ладья · e3 чёрная пешка · g3 белая пешка · b2 чёрный ферзь · f1 белый ферзь · g1 чёрный слон · h1 чёрный слон | a8 белый слон · b8 белый король · b7 белый конь · c7 белая пешка · a5 белая ладья · f5 белая пешка · a4 чёрная ладья · e4 чёрный король · d3 белая ладья · e3 чёрная пешка · g3 белая пешка · b2 чёрный ферзь · f1 белый ферзь · g1 чёрный слон · h1 чёрный слон | a8 белый слон · b8 белый король · b7 белый конь · c7 белая пешка · a5 белая ладья · f5 белая пешка · a4 чёрная ладья · e4 чёрный король · d3 белая ладья · e3 чёрная пешка · g3 белая пешка · b2 чёрный ферзь · f1 белый ферзь · g1 чёрный слон · h1 чёрный слон | a8 белый слон · b8 белый король · b7 белый конь · c7 белая пешка · a5 белая ладья · f5 белая пешка · a4 чёрная ладья · e4 чёрный король · d3 белая ладья · e3 чёрная пешка · g3 белая пешка · b2 чёрный ферзь · f1 белый ферзь · g1 чёрный слон · h1 чёрный слон | 5 |
| 4 | a8 белый слон · b8 белый король · b7 белый конь · c7 белая пешка · a5 белая ладья · f5 белая пешка · a4 чёрная ладья · e4 чёрный король · d3 белая ладья · e3 чёрная пешка · g3 белая пешка · b2 чёрный ферзь · f1 белый ферзь · g1 чёрный слон · h1 чёрный слон | a8 белый слон · b8 белый король · b7 белый конь · c7 белая пешка · a5 белая ладья · f5 белая пешка · a4 чёрная ладья · e4 чёрный король · d3 белая ладья · e3 чёрная пешка · g3 белая пешка · b2 чёрный ферзь · f1 белый ферзь · g1 чёрный слон · h1 чёрный слон | a8 белый слон · b8 белый король · b7 белый конь · c7 белая пешка · a5 белая ладья · f5 белая пешка · a4 чёрная ладья · e4 чёрный король · d3 белая ладья · e3 чёрная пешка · g3 белая пешка · b2 чёрный ферзь · f1 белый ферзь · g1 чёрный слон · h1 чёрный слон | a8 белый слон · b8 белый король · b7 белый конь · c7 белая пешка · a5 белая ладья · f5 белая пешка · a4 чёрная ладья · e4 чёрный король · d3 белая ладья · e3 чёрная пешка · g3 белая пешка · b2 чёрный ферзь · f1 белый ферзь · g1 чёрный слон · h1 чёрный слон | a8 белый слон · b8 белый король · b7 белый конь · c7 белая пешка · a5 белая ладья · f5 белая пешка · a4 чёрная ладья · e4 чёрный король · d3 белая ладья · e3 чёрная пешка · g3 белая пешка · b2 чёрный ферзь · f1 белый ферзь · g1 чёрный слон · h1 чёрный слон | a8 белый слон · b8 белый король · b7 белый конь · c7 белая пешка · a5 белая ладья · f5 белая пешка · a4 чёрная ладья · e4 чёрный король · d3 белая ладья · e3 чёрная пешка · g3 белая пешка · b2 чёрный ферзь · f1 белый ферзь · g1 чёрный слон · h1 чёрный слон | a8 белый слон · b8 белый король · b7 белый конь · c7 белая пешка · a5 белая ладья · f5 белая пешка · a4 чёрная ладья · e4 чёрный король · d3 белая ладья · e3 чёрная пешка · g3 белая пешка · b2 чёрный ферзь · f1 белый ферзь · g1 чёрный слон · h1 чёрный слон | a8 белый слон · b8 белый король · b7 белый конь · c7 белая пешка · a5 белая ладья · f5 белая пешка · a4 чёрная ладья · e4 чёрный король · d3 белая ладья · e3 чёрная пешка · g3 белая пешка · b2 чёрный ферзь · f1 белый ферзь · g1 чёрный слон · h1 чёрный слон | 4 |
| 3 | a8 белый слон · b8 белый король · b7 белый конь · c7 белая пешка · a5 белая ладья · f5 белая пешка · a4 чёрная ладья · e4 чёрный король · d3 белая ладья · e3 чёрная пешка · g3 белая пешка · b2 чёрный ферзь · f1 белый ферзь · g1 чёрный слон · h1 чёрный слон | a8 белый слон · b8 белый король · b7 белый конь · c7 белая пешка · a5 белая ладья · f5 белая пешка · a4 чёрная ладья · e4 чёрный король · d3 белая ладья · e3 чёрная пешка · g3 белая пешка · b2 чёрный ферзь · f1 белый ферзь · g1 чёрный слон · h1 чёрный слон | a8 белый слон · b8 белый король · b7 белый конь · c7 белая пешка · a5 белая ладья · f5 белая пешка · a4 чёрная ладья · e4 чёрный король · d3 белая ладья · e3 чёрная пешка · g3 белая пешка · b2 чёрный ферзь · f1 белый ферзь · g1 чёрный слон · h1 чёрный слон | a8 белый слон · b8 белый король · b7 белый конь · c7 белая пешка · a5 белая ладья · f5 белая пешка · a4 чёрная ладья · e4 чёрный король · d3 белая ладья · e3 чёрная пешка · g3 белая пешка · b2 чёрный ферзь · f1 белый ферзь · g1 чёрный слон · h1 чёрный слон | a8 белый слон · b8 белый король · b7 белый конь · c7 белая пешка · a5 белая ладья · f5 белая пешка · a4 чёрная ладья · e4 чёрный король · d3 белая ладья · e3 чёрная пешка · g3 белая пешка · b2 чёрный ферзь · f1 белый ферзь · g1 чёрный слон · h1 чёрный слон | a8 белый слон · b8 белый король · b7 белый конь · c7 белая пешка · a5 белая ладья · f5 белая пешка · a4 чёрная ладья · e4 чёрный король · d3 белая ладья · e3 чёрная пешка · g3 белая пешка · b2 чёрный ферзь · f1 белый ферзь · g1 чёрный слон · h1 чёрный слон | a8 белый слон · b8 белый король · b7 белый конь · c7 белая пешка · a5 белая ладья · f5 белая пешка · a4 чёрная ладья · e4 чёрный король · d3 белая ладья · e3 чёрная пешка · g3 белая пешка · b2 чёрный ферзь · f1 белый ферзь · g1 чёрный слон · h1 чёрный слон | a8 белый слон · b8 белый король · b7 белый конь · c7 белая пешка · a5 белая ладья · f5 белая пешка · a4 чёрная ладья · e4 чёрный король · d3 белая ладья · e3 чёрная пешка · g3 белая пешка · b2 чёрный ферзь · f1 белый ферзь · g1 чёрный слон · h1 чёрный слон | 3 |
| 2 | a8 белый слон · b8 белый король · b7 белый конь · c7 белая пешка · a5 белая ладья · f5 белая пешка · a4 чёрная ладья · e4 чёрный король · d3 белая ладья · e3 чёрная пешка · g3 белая пешка · b2 чёрный ферзь · f1 белый ферзь · g1 чёрный слон · h1 чёрный слон | a8 белый слон · b8 белый король · b7 белый конь · c7 белая пешка · a5 белая ладья · f5 белая пешка · a4 чёрная ладья · e4 чёрный король · d3 белая ладья · e3 чёрная пешка · g3 белая пешка · b2 чёрный ферзь · f1 белый ферзь · g1 чёрный слон · h1 чёрный слон | a8 белый слон · b8 белый король · b7 белый конь · c7 белая пешка · a5 белая ладья · f5 белая пешка · a4 чёрная ладья · e4 чёрный король · d3 белая ладья · e3 чёрная пешка · g3 белая пешка · b2 чёрный ферзь · f1 белый ферзь · g1 чёрный слон · h1 чёрный слон | a8 белый слон · b8 белый король · b7 белый конь · c7 белая пешка · a5 белая ладья · f5 белая пешка · a4 чёрная ладья · e4 чёрный король · d3 белая ладья · e3 чёрная пешка · g3 белая пешка · b2 чёрный ферзь · f1 белый ферзь · g1 чёрный слон · h1 чёрный слон | a8 белый слон · b8 белый король · b7 белый конь · c7 белая пешка · a5 белая ладья · f5 белая пешка · a4 чёрная ладья · e4 чёрный король · d3 белая ладья · e3 чёрная пешка · g3 белая пешка · b2 чёрный ферзь · f1 белый ферзь · g1 чёрный слон · h1 чёрный слон | a8 белый слон · b8 белый король · b7 белый конь · c7 белая пешка · a5 белая ладья · f5 белая пешка · a4 чёрная ладья · e4 чёрный король · d3 белая ладья · e3 чёрная пешка · g3 белая пешка · b2 чёрный ферзь · f1 белый ферзь · g1 чёрный слон · h1 чёрный слон | a8 белый слон · b8 белый король · b7 белый конь · c7 белая пешка · a5 белая ладья · f5 белая пешка · a4 чёрная ладья · e4 чёрный король · d3 белая ладья · e3 чёрная пешка · g3 белая пешка · b2 чёрный ферзь · f1 белый ферзь · g1 чёрный слон · h1 чёрный слон | a8 белый слон · b8 белый король · b7 белый конь · c7 белая пешка · a5 белая ладья · f5 белая пешка · a4 чёрная ладья · e4 чёрный король · d3 белая ладья · e3 чёрная пешка · g3 белая пешка · b2 чёрный ферзь · f1 белый ферзь · g1 чёрный слон · h1 чёрный слон | 2 |
| 1 | a8 белый слон · b8 белый король · b7 белый конь · c7 белая пешка · a5 белая ладья · f5 белая пешка · a4 чёрная ладья · e4 чёрный король · d3 белая ладья · e3 чёрная пешка · g3 белая пешка · b2 чёрный ферзь · f1 белый ферзь · g1 чёрный слон · h1 чёрный слон | a8 белый слон · b8 белый король · b7 белый конь · c7 белая пешка · a5 белая ладья · f5 белая пешка · a4 чёрная ладья · e4 чёрный король · d3 белая ладья · e3 чёрная пешка · g3 белая пешка · b2 чёрный ферзь · f1 белый ферзь · g1 чёрный слон · h1 чёрный слон | a8 белый слон · b8 белый король · b7 белый конь · c7 белая пешка · a5 белая ладья · f5 белая пешка · a4 чёрная ладья · e4 чёрный король · d3 белая ладья · e3 чёрная пешка · g3 белая пешка · b2 чёрный ферзь · f1 белый ферзь · g1 чёрный слон · h1 чёрный слон | a8 белый слон · b8 белый король · b7 белый конь · c7 белая пешка · a5 белая ладья · f5 белая пешка · a4 чёрная ладья · e4 чёрный король · d3 белая ладья · e3 чёрная пешка · g3 белая пешка · b2 чёрный ферзь · f1 белый ферзь · g1 чёрный слон · h1 чёрный слон | a8 белый слон · b8 белый король · b7 белый конь · c7 белая пешка · a5 белая ладья · f5 белая пешка · a4 чёрная ладья · e4 чёрный король · d3 белая ладья · e3 чёрная пешка · g3 белая пешка · b2 чёрный ферзь · f1 белый ферзь · g1 чёрный слон · h1 чёрный слон | a8 белый слон · b8 белый король · b7 белый конь · c7 белая пешка · a5 белая ладья · f5 белая пешка · a4 чёрная ладья · e4 чёрный король · d3 белая ладья · e3 чёрная пешка · g3 белая пешка · b2 чёрный ферзь · f1 белый ферзь · g1 чёрный слон · h1 чёрный слон | a8 белый слон · b8 белый король · b7 белый конь · c7 белая пешка · a5 белая ладья · f5 белая пешка · a4 чёрная ладья · e4 чёрный король · d3 белая ладья · e3 чёрная пешка · g3 белая пешка · b2 чёрный ферзь · f1 белый ферзь · g1 чёрный слон · h1 чёрный слон | a8 белый слон · b8 белый король · b7 белый конь · c7 белая пешка · a5 белая ладья · f5 белая пешка · a4 чёрная ладья · e4 чёрный король · d3 белая ладья · e3 чёрная пешка · g3 белая пешка · b2 чёрный ферзь · f1 белый ферзь · g1 чёрный слон · h1 чёрный слон | 1 |
|   | a | b | c | d | e | f | g | h |   |

1.Лd7! (угроза с 2.Фf4#) 

1. ... Фe5 2.Кc5# 

1. ... Фf2 2.Кd8# 

Дополнительные варианты: 

1. ... Лd4 2.Лe7# 

1. ... Сf3 2.Фd3# 

1. ... Сf2 2.Ф:h1#
1.Лd8? Фf2!, 1.Лd6? Фd4!

## Книги
- Cien problemas en los jugadas, B. Aires, 1913;
- 1001 problemas, B. Aires, 1945.